# Kościół św. Andrzeja na Kwirynale
Kościół św. Andrzeja na Kwirynale (wł. Chiesa di Sant'Andrea al Quirinale) – rzymskokatolicki kościół tytularny w Rzymie na wzgórzu Kwirynał. Budowla jest zwana „perłą baroku” ze względu na wspaniałe wnętrze zaprojektowane przez Giovanniego Berniniego.
Świątynia ta jest kościołem rektoralnym parafii Santi Vitale e Compagni Martiri in Fovea oraz kościołem tytularnym.

## Lokalizacja
Kościół znajduje się w I Rione Rzymu – Monti przy Via del Quirinale 29.

## Historia
W 1658 rozpoczęto budowę kościoła na zlecenie zakonu jezuitów. Kardynał Camillo Francesco Maria Pamphili zlecił prace Berniniemu. W 1671 architekt ten zakończył proces wznoszenia gmachu.
W przylegających do kościoła klasztorze – dawnym domu nowicjatu – znajduje się cela św. Stanisława Kostki

## Architektura i wnętrze
Zbudowany na planie elipsy, której krótsza oś stanowi główną oś kościoła. Na ścianie nad ołtarzem głównym znajduje się obraz ukrzyżowanego św. Andrzeja autorstwa Guillaume Courtois (zwanego Il Borgognone) z 1668 roku. Zwraca również uwagę złocony sufit, stiukowe cherubiny sprawiające wrażenie sfruwających z kopuły kościoła.
W kaplicy dedykowanej św. Stanisławowi Kostce znajdują się jego relikwie. Ponadto przy kościele można zobaczyć zrekonstruowany pokój z nowicjatu, w którym św. Stanisław zmarł. Znajduje się w nim rzeźba przedstawiająca św. Stanisława na łożu śmierci autorstwa Pierre Legrosa z ok. 1700 roku wykonana z marmuru o różnych barwach. 
Kościół ten był inspiracją dla Kacpra Bażanki przy projekcie fasady Kościoła Misjonarzy pod wezwaniem Nawrócenia św. Pawła w Krakowie (1719-1728).

## Kardynałowie prezbiterzy
Kościół św. Andrzeja na Kwirynale otrzymał godność kościoła tytularnego (Titulus Sancti Andreae in Quirinali) nadaną przez papieża Jana Pawła II 21 lutego 1998 roku.
- Adam Kozłowiecki, SJ (1998-2007)
- Odilo Scherer (2007-nadal)